# Короткоклювый медоуказчик
Короткоклювый медоуказчик (лат. Indicator pumilio) — вид птиц из семейства медоуказчиковых. Подвидов не выделяют.

## Распространение
Обитают на территории Демократической Республики Конго, Руанды, Уганды и, возможно, Бурунди.

## Описание
Короткоклювый медоуказчик достигает длины около 12 см и массы от 11,5 до 15 г. Клюв короткий. И самцы, и самки окрашены в оливковый, зелёный и серый цвета, а также имеют белую отметину.

### Вокализация
Единственный известный звук, издаваемый представителями вида — крик «туутви». Некоторые считают, что эти птицы не поют.

## Биология
Возможно, являются гнездовыми паразитами. Питаются мухами и другими насекомыми (включая Diptera), а также пчелиным воском.

## Охранный статус
МСОП присвоил виду охранный статус NT.